# Posht Jūb
Posht Jūb (persiska: پشت جوب) är en ort i Iran.   Den ligger i provinsen Mazandaran, i den norra delen av landet, 140 km norr om huvudstaden Teheran. Posht Jūb ligger 16 meter över havet och antalet invånare är 166.
Terrängen runt Posht Jūb är platt åt nordost, men åt sydväst är den kuperad. Närmaste större samhälle är Tonekābon, 10,7 km öster om Posht Jūb. 